# Longi
Longi település Olaszországban, Szicília régióban, Messina megyében. Lakosainak száma 1321 fő (2023. január 1.). Longi Bronte, Cesarò, Galati Mamertino, San Marco d’Alunzio, Frazzanò, Maniace, Tortorici és Alcara Li Fusi községekkel határos.

## Népesség
A település lakossága az elmúlt években az alábbi módon változott:
| Lakosok száma | 1444 | 1422 | 1321 |
|               | 2017 | 2018 | 2023 |